# 凯讷
凯讷（法語：Caisnes，法語發音：[kɛn]）是法国瓦兹省的一个市镇，位于该省东北部，属于贡比涅区。

## 地理
凯讷（49°31'15"N, 3°4'14"E）面积6.19 平方千米，位于法国上法蘭西大區瓦兹省，该省份为法国北部内陆省份，北起索姆省，西接厄尔省和滨海塞纳省，南至塞纳-马恩省和瓦兹河谷省，东临埃纳省。
与凯讷接壤的市镇（或旧市镇、城区）包括：卡勒蓬、屈特、楠塞勒、蓬图瓦兹莱努瓦永。

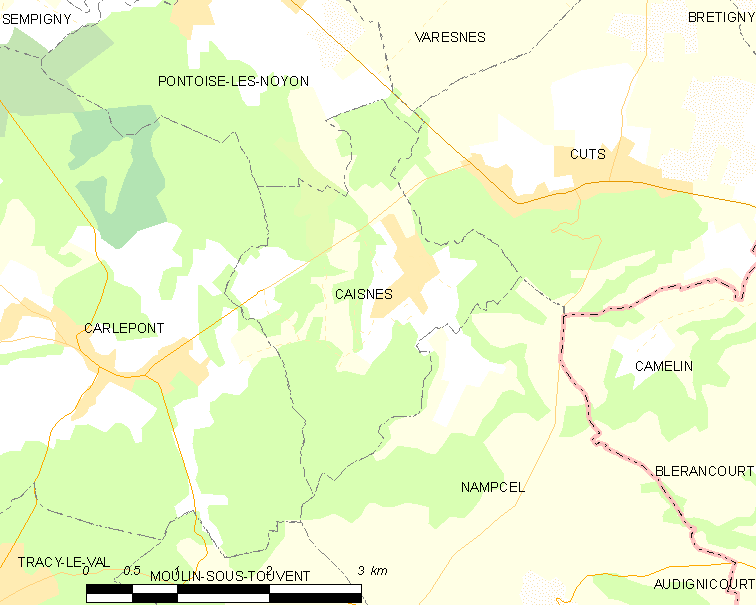
凯讷的OSM定位图

凯讷的时区为UTC+01:00、UTC+02:00（夏令时）。

## 行政
凯讷的邮政编码为60400，INSEE市镇编码为60118。

## 政治
凯讷所属的省级选区为努瓦永县。

## 人口

1962-2008年间凯讷人口变化图示

凯讷于2022年1月1日时的人口数量为512人。